# Astrofotografia

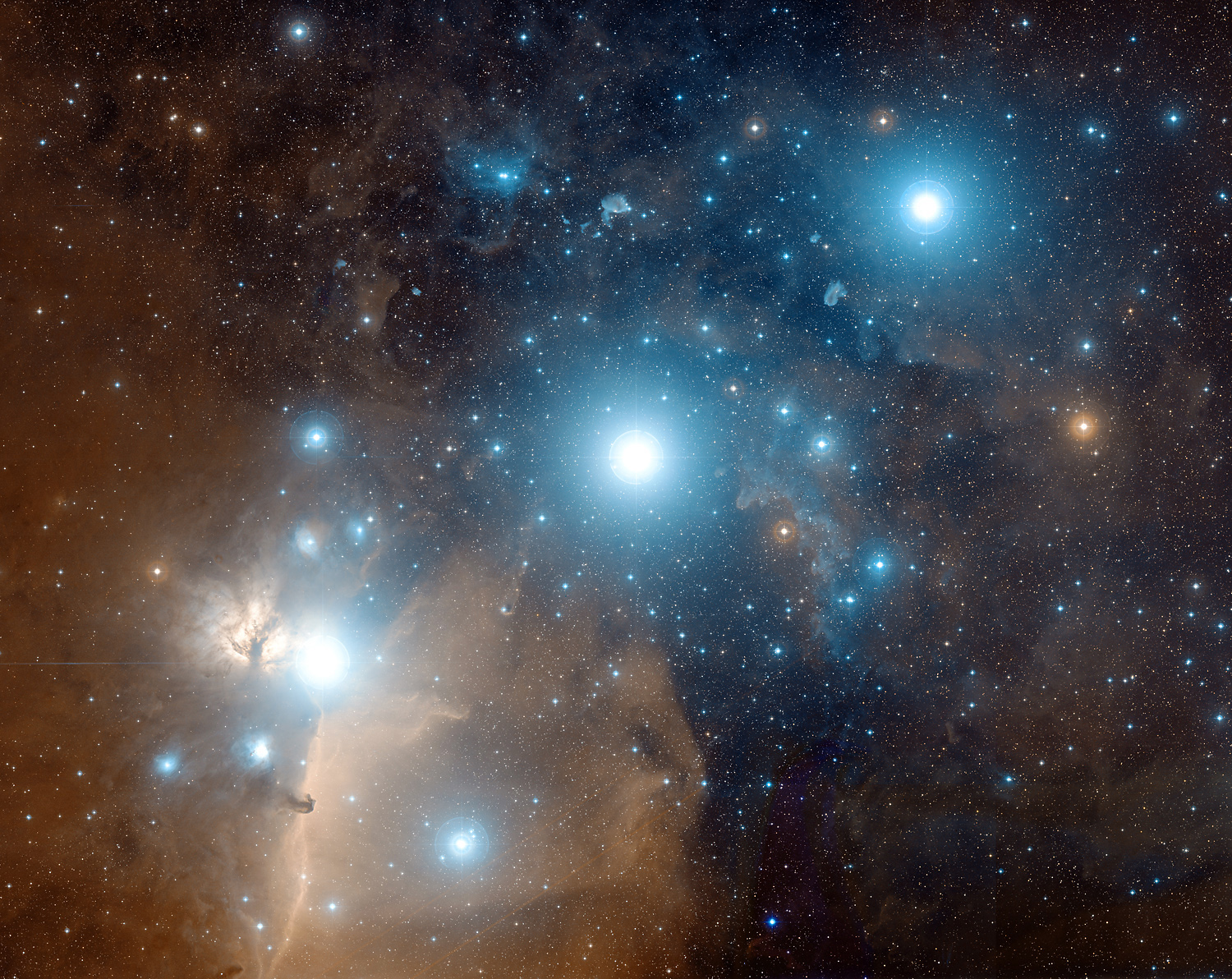
Uma imagem do Cinturão de Orion, criada a partir de fotos em preto e branco tiradas com o auxílio de filtros astronômicos vermelhos e azuis, com o canal verde sendo sintetizado por computador. As fotos foram feitas usando o Telescópio Samuel Oschin entre 1987 e 1991.

Astrofotografia é um tipo especializado de fotografia que envolve gravar imagens de corpos celestes e grandes áreas do céu noturno. A primeira fotografia de um corpo celeste (a Lua) foi tirada em 1840, mas foi somente no final do séc. XIX que a tecnologia permitiu a fotografia estelar detalhada. Além de ser capaz de gravar os detalhes de corpos extensos, como a Lua, o Sol e os planetas, a astrofotografia tem a capacidade de mostrar objetos invisíveis ao olho humano, como nebulosas e galáxias. Isso é feito por longa exposição, usando uma capacidade que tanto os filmes quanto os sensores digitais têm de acumular fótons de luz em longos períodos de tempo. A fotografia revolucionou a pesquisa astronômica profissional. As longas exposições revelaram centenas de milhares de novas estrelas e nebulosas que eram invisíveis ao olho humano, levando a telescópios óticos especializados cada vez maiores, que eram essencialmente grandes "câmeras", projetados para coletar a luz e gravá-la no filme. A astrofotografia teve um importante papel no início dos estudos do céu e da classificação das estrelas, mas com o tempo, deu lugar a equipamentos mais sofisticados e técnicas especialmente concebidas para a investigação científica, com o filme tornando-se apenas uma das muitas formas de gravar a imagem.
Astrofotografia hoje é parte da astronomia amadora, e normalmente é utilizada para gravar imagens esteticamente agradáveis do céu, ao invés de imagens para a pesquisa científica.